# Bandeira branca

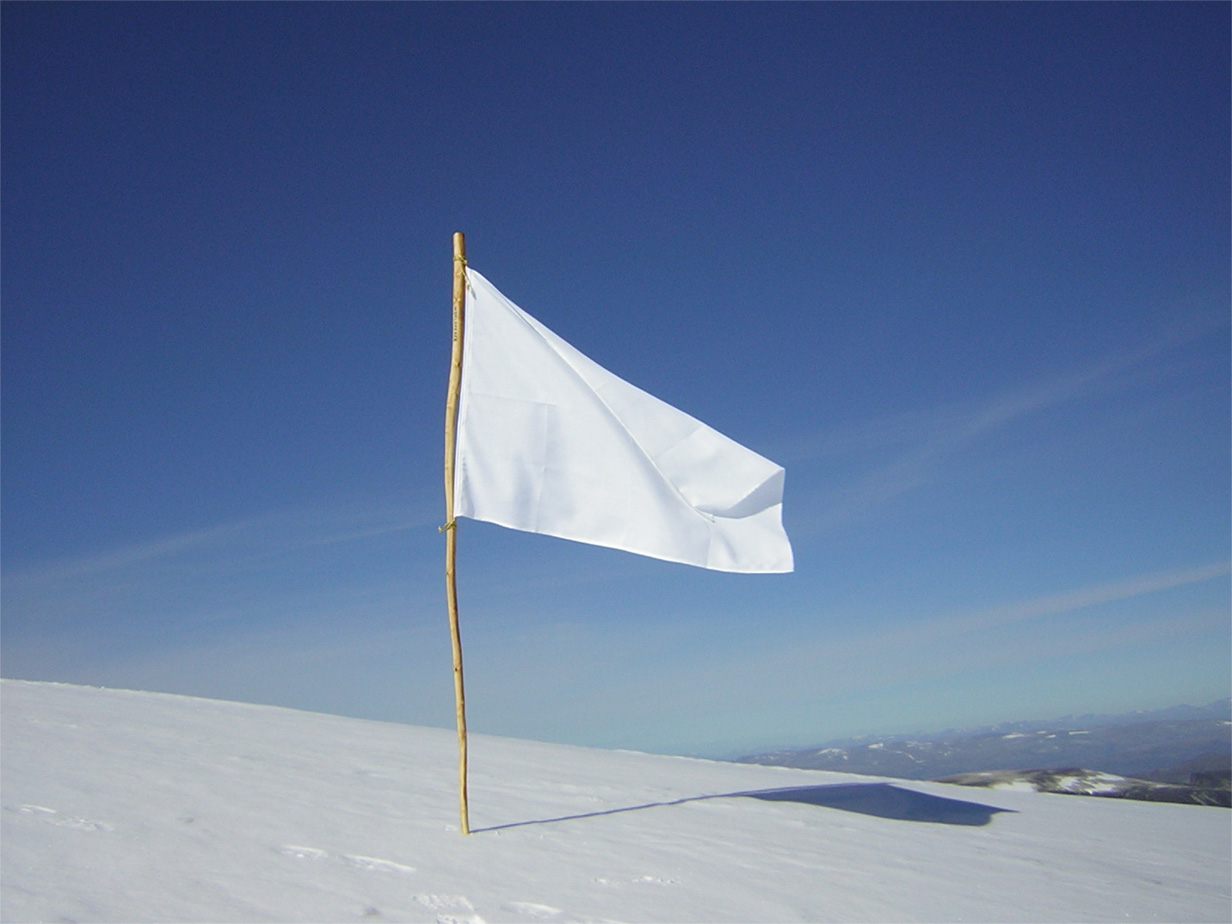
Uma bandeira branca

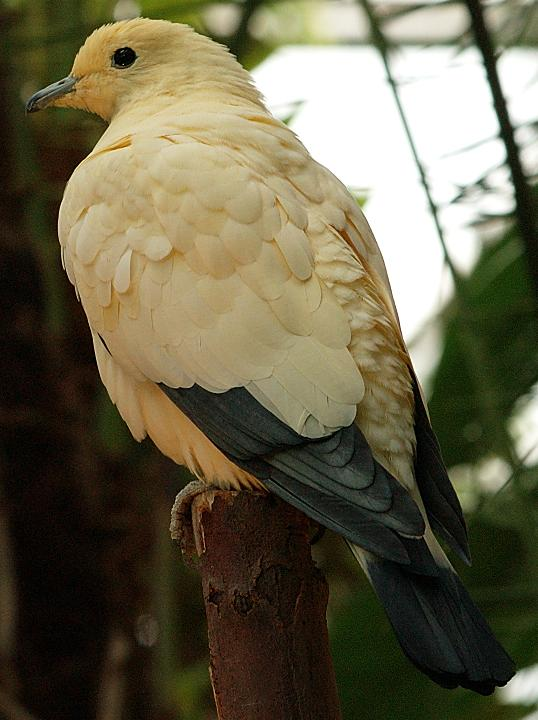
A pomba também é um símbolo da paz

A bandeira branca é um estandarte de cor neutra, usado para representar a paz entre os povos, torcidas, exércitos, etc. É regulada pela Convenção de Genebra garantindo inviolabilidade ao portador, sendo considerado crime de guerra seu uso indevido.
Ao levantar uma bandeira branca em meio à uma batalha, um exercito está desistindo de seu ideal de luta, rendendo-se à nação inimiga ou pedindo uma trégua.
Tem significado especial para alguns esportes motorizados, como na Fórmula Indy na qual identifica a última volta.